# Granja de Hamilton
El Monumento Nacional Granja de Hamilton (en inglés Hamilton Grange National Memorial), también conocido como La Granja o Mansion de la Granja de Hamilton, es un sitio del Servicio de Parques Nacionales en Parque de San Nicolás en el distrito de Manhattan de la ciudad de Nueva York (Estados Unidos). Este conserva la casa reubicada de Alexander Hamilton. La mansión tiene una restauración de las habitaciones interiores y una exhibición interactiva en la planta baja recién construida para los visitantes. La subsección de Hamilton Heights de Harlem deriva su nombre de la propiedad de 32 acres de Hamilton allí.

## Origen
Alexander Hamilton nació y se crio en las Indias Occidentales y llegó a Nueva York en 1772 a los 17 años para estudiar en King's College (ahora Universidad de Columbia). Durante su carrera, Hamilton fue oficial militar, abogado, miembro de la Convención Constitucional de los Estados Unidos, filósofo político estadounidense, héroe de guerra, iniciador y autor de la mayoría de los artículos fundamentales e influyentes The Federalist Papers, y el primer Secretario de Estado de los Estados Unidos. tesorería
Hamilton encargó al arquitecto John McComb Jr. que diseñara una casa de campo en las 13 ha de la finca en el alto Manhattan. La casa de estilo federal de dos pisos se completó en 1802, solo dos años antes de la muerte de Hamilton como resultado de su duelo con Aaron Burr el 11 de julio de 1804. La finca se llamó "La Granja" en honor a las propiedades del abuelo de Hamilton en Escocia. La Granja fue la única casa que Hamilton alguna vez tuvo, y viajaba allí en diligencia desde su oficina de abogados varias veces a la semana, y se preocupaba por el paisaje, incluido un círculo de trece árboles de liquidámbar que simbolizaban los trece estados originales. La casa permaneció en su familia durante 30 años después de su muerte. La Granja también podría haber sido la respuesta rival de Hamilton al Monticello de Thomas Jefferson.

## Primera reubicación

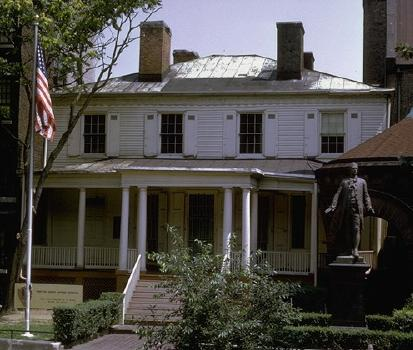
La ubicación anterior (segunda) de la casa ubicada en la avenida Convent.

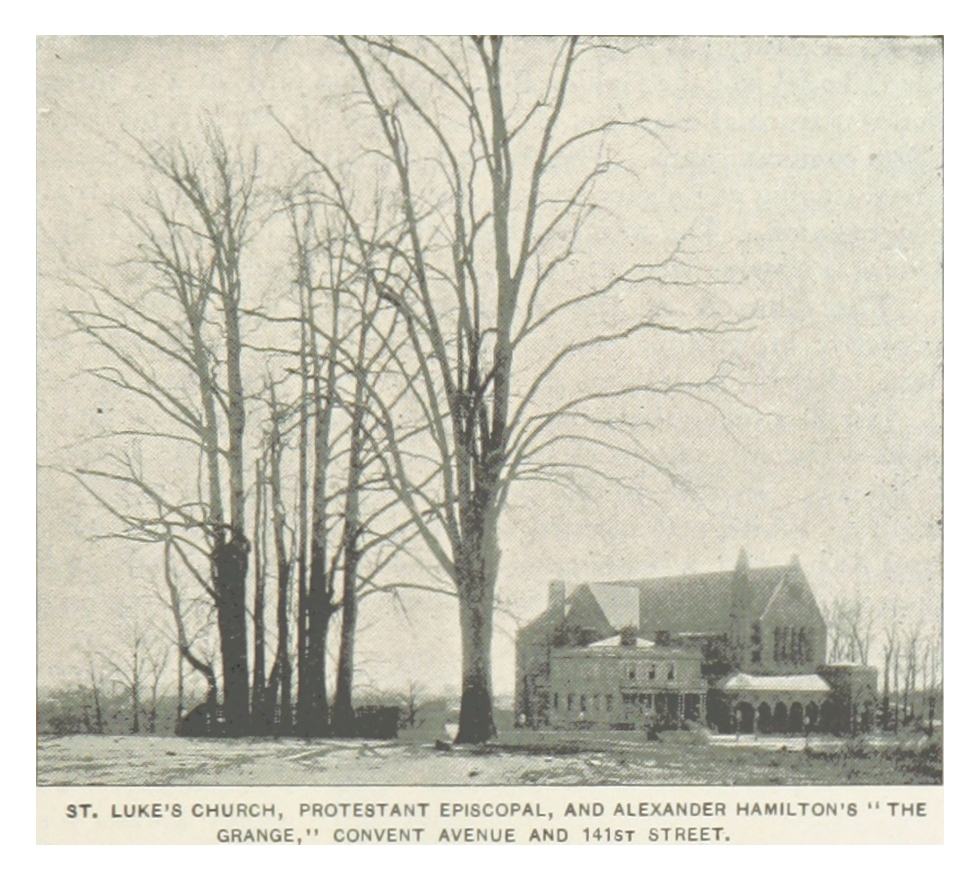
Con la iglesia de San Lucas, 1893

Para 1889, gran parte de la congregación de la Iglesia Episcopal de San Lucas en Greenwich Village se había mudado a la zona residencial. La Granja estaba en ejecución hipotecaria y (dado que su esquina norte se extendía parcialmente hacia lo que se convertiría en el lado sur de la calle 143 entre las avenidas Amsterdam y Convent) había sido condenado para su destrucción a fin de permitir la implementación del Plan de los Comisionados de 1811, que se estaba poniendo en práctica en esa zona de Harlem. La iglesia adquirió la casa y la trasladó media cuadra al este y unas dos cuadras al sur, de acuerdo con el nuevo patrón de calles, a lo que se convirtió en 287 Convent Avenue. Los porches originales y otras características se eliminaron para la mudanza. La escalera interior fue reorientada y adaptada para acomodar una entrada improvisada en el lado de la casa que daba a la calle, y la gran entrada original de estilo federal fue tapiada.
San Lucas usó la mansión como casa parroquial y, posteriormente, entre 1892 y 1895 erigió un edificio románico richardsoniano en el sitio que envolvía ligeramente la casa; por lo tanto, cuando se construyó un edificio de apartamentos de seis pisos alrededor de 1910 al ras en el lado opuesto, la casa estaba cerrada herméticamente y muchas de sus características estaban ocultas. La Sociedad Estadounidense de Preservación Escénica e Histórica compró la Granja en 1924 y lo convirtió en un museo público en 1933. Se expusieron muebles y objetos de decoración asociados a la familia Hamilton.
La Granja fue designado Monumento Histórico Nacional en diciembre de 1960. La Fundación de Parques Nacionales compró la casa y la propiedad y las transfirió al Servicio de Parques Nacionales. El Congreso lo declaró Monumento Nacional el 27 de abril de 1962, requiriendo que fuera reubicado y luego restaurada la casa para que apareciera como la conocía Hamilton entre 1802 y 1804, que se considera su período de importancia histórica. En ese momento se determinó que el entorno claustrofóbico de la avenida Convent era inapropiado y que la casa de campo debería verse como un edificio independiente. Sin embargo, la casa no fue reubicada antes debido a la abrumadora oposición local a las opciones ofrecidas que requerían mudarla fuera del vecindario. La Granja fue incluido administrativamente en el Registro Nacional de Lugares Históricos el 15 de octubre de 1966.

## Segunda reubicación

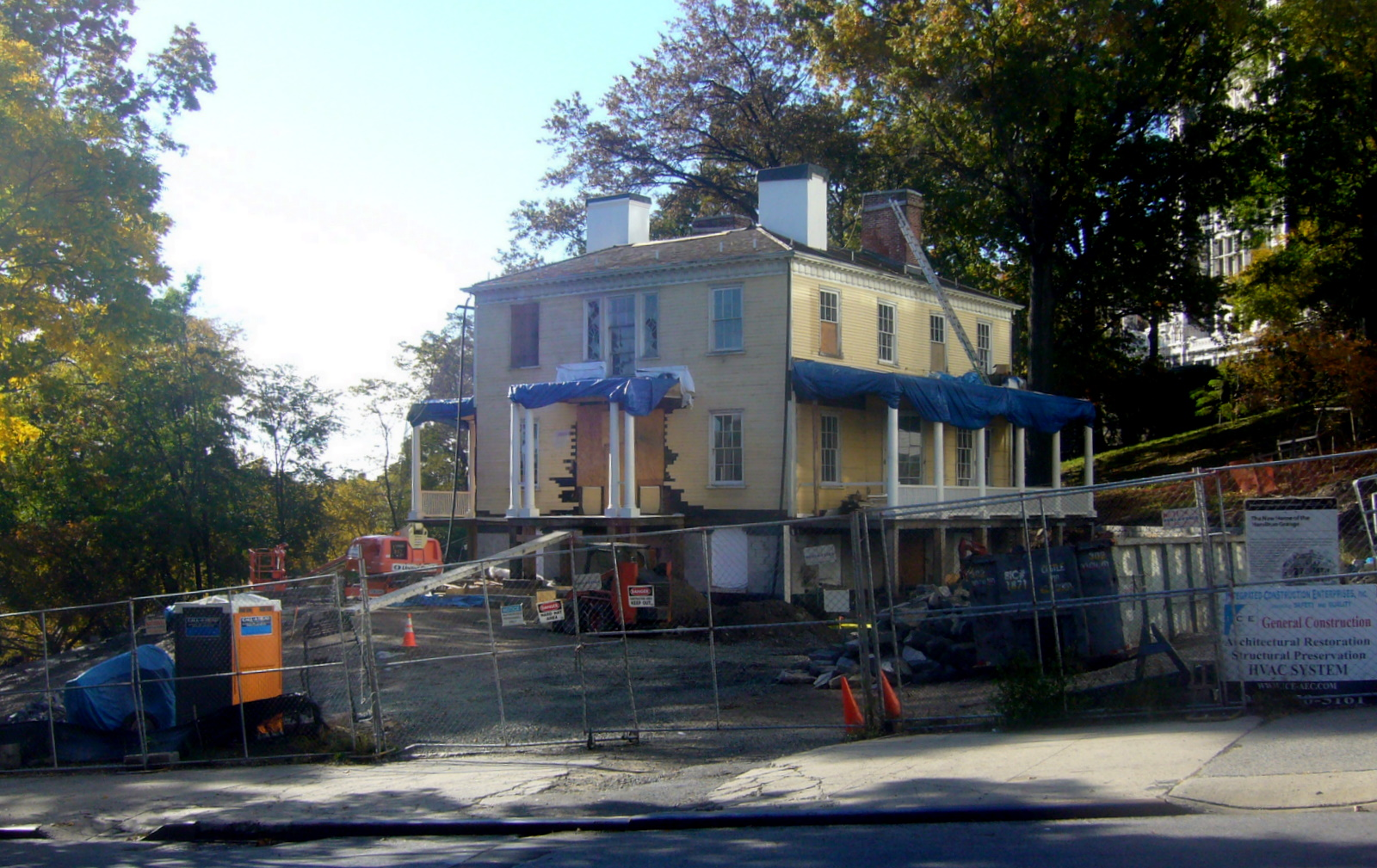
La Granja de Hamilton reubicada en el Parque de San Nicolás en octubre de 2009.

El 9 de mayo de 2006, la Granja Hamilton se cerró al público para permitir extensas investigaciones arquitectónicas y estructurales como parte de un plan a largo plazo para trasladar la casa al cercano el Parque de San Nicolás. Se consideró que la ubicación del parque era un entorno más apropiado para la exhibición que permitiría la restauración de las características perdidas en la mudanza de 1889. La nueva ubicación también mantendría la casa en el vecindario y dentro de los límites de los 129 500 m² de la finca original.
El trabajo en el Parque de San Nicolás para la remoción de árboles y la construcción de cimientos comenzó en febrero de 2008. El traslado comenzó con la elevación del edificio en una sola pieza sobre la logia de la iglesia de San Lucas y hacia la avenida Convent. Durante varias semanas, se elevó gradualmente sobre gatos hidráulicos y se insertaron más de 7000 piezas de soporte de madera debajo de los cimientos. Luego se movió sobre rodillos a lo largo de vigas de acero a pilotes de madera de la misma altura erigidos en medio de la avenida Convent, entre las calles 141 y 142 Oeste, que mantuvieron toda la casa aproximadamente a tres metros del suelo mientras el tráfico se encaminaba a su alrededor. Luego, estos pilotes se desmontaron lentamente para dejar la casa descansando sobre plataformas rodantes, donde recibió refuerzos interiores y se envolvió en dos millas de cadenas. Finalmente, el 7 de junio de 2008, completó su viaje rodando una cuadra hacia el sur en la avenida Convent y luego una cuadra hacia el este en la calle 141 (descendiendo una gradiente de 6 %) hasta la nueva ubicación del Parque de San Nicolás. David W. Dunlap, del New York Times calculó su velocidad sobre los 0,6 km/h. El evento de seis horas fue una atracción popular del vecindario cubierta ampliamente por la prensa. La casa se aseguró a sus nuevos cimientos, se reconstruyeron los porches originales y se restauraron la puerta de entrada principal original y la escalera principal dentro del vestíbulo de entrada utilizando materiales originales recuperados de otras partes de la casa. El paisajismo alrededor de la nueva casa incluye, entre las plantaciones de árboles, 13 árboles de liquidámbar como en el jardín original de Hamilton, un muro de piedra, un jardín de rosas circular plantado frente a las especificaciones del propio Hamilton y senderos.
La Granja volvió a abrir al público en general el 17 de septiembre de 2011. Se llevó a cabo una ceremonia con la asistencia de los descendientes de Hamilton y se realizaron recorridos por los interiores restaurados durante todo el día. En la casa rehabilitada, se ubica un centro de visitantes en la planta baja totalmente de nueva construcción, donde habrían estado la cocina, el lavadero y las habitaciones de servicio. La Granja ahora tiene un sistema de seguridad y posible monitoreo de video durante las horas de la noche. En su nueva ubicación, está al lado del campus de City College de la Universidad de la Ciudad de Nueva York.